# Casa do Padre Correia
A Casa do Padre Correia é uma antiga fazenda, construída no século XVIII, e serviu de residência para o padre Antônio Tomás de Aquino Correia. A casa está localizada na cidade de Petrópolis, no estado brasileiro do Rio de Janeiro. É um patrimônio histórico nacional, tombado pelo Instituto do Patrimônio Histórico e Artístico Nacional (IPHAN), na data de 30 de abril de 1940, sob o processo de nº 196-T-1939. Atualmente sedia o Colégio Vicentino Padre Corrêa.

## História
As terras onde se encontra a Casa do Padre Correia, tem origem em janeiro de 1720, através da doação de terras para Manuel Antunes Goulão, no sistemas de sesmaria. No ano de 1802, Antônio Tomás de Aquino Correia herda essas terras de seus pais, Manuel Correia da Silva e Brites Maria de Assunção Goulão, filha única de Manuel Antunes Goulão.
Na fazenda, Padre Correia criava gado de corte, fazia plantação de frutas, cultivo de milho e fabricava ferraduras. Com a abertura da estrada Caminho do Proença (atalho do Caminho Novo que ligava o Rio de Janeiro à Minas Gerais), passando próximo a fazenda e com a abertura dos portos brasileiros ao comércio internacional, a Casa do Padre Correia se tornou uma importante hospedaria para os viajantes que passavam por esta estrada. Em março de 1822, Dom Pedro I hospedou-se pela primeira vez na fazenda de Padre Correia, e como o clima da região o agradou, voltou a se hospedar na fazenda por diversas vezes. Com o falecimento de Padre Correia no ano de 1824, Dona Arcângela Joaquina da Silva, sua irmã, herda a propriedade. No ano de 1828, Dom Pedro I com o intuito de construir seu palácio de verão, propõe comprar a fazenda, mas Dona Arcângela não aceita e indica a Fazenda do Córrego Seco, fazenda vizinha que estava a venda.

## Arquitetura
Edificação assobradada, com planta retangular. Em uma de suas laterais foi construído uma capela. Foi construída uma varanda entre a casa e a capela, com colunas que sustentam arcos abatidos.